# Boston Mwanza
Boston Mwanza (ur. 26 grudnia 1977) – piłkarz zambijski grający na pozycji pomocnika. W latach 2001–2002 grał w reprezentacji Zambii.

## Kariera klubowa
Karierę piłkarską Mwanza rozpoczął w klubie Green Buffaloes z Lusaki. W 1997 roku zadebiutował w jego barwach w zambijskiej Premier League. Grał w nim do 2002 roku. Następnie przeszedł do zespołu Nkana FC z miasta Kitwe, w którym występował przez dwa lata. W latach 2005–2007 ponownie grał w Green Buffaloes. W swojej karierze grał także w malezyjskim Perlis FA (2007-2008).

## Kariera reprezentacyjna
W reprezentacji Zambii Mwanza zadebiutował w 2001 roku. W 2002 roku został powołany do kadry na Puchar Narodów Afryki 2002. Na nim był rezerwowym i nie wystąpił w żadnym spotkaniu. W kadrze narodowej grał do 2002 roku.